# 佐橋吉忠
佐橋 吉忠（さはし よしただ）は、戦国時代の武士。

## 経歴
松平広忠・徳川家康に仕える。弓が得意だったため、時々御前で射法を披露した。
永禄3年（1560年）5月、三河国刈谷・石瀬での合戦で戦功を挙げた。永禄6年（1563年）の三河一向一揆の際には、子の吉実らと共に一揆側に加勢したため、家康の勘気をこうむった。後に許され、以後も戦に出たが、ある時に討死した。

## 系譜
- 父：佐橋貞恒
- 正室：三浦元晴の娘
- 長男：佐橋吉信
- 次男：佐橋吉実 - 三河一向一揆で一揆側について討死
- 三男：佐橋吉豊 - 三河一向一揆で一揆側について討死
- 四男：佐橋吉村 - 三河一向一揆で家康側について討死
- 七男：佐橋吉久